# Cosmosoma pytna
Cosmosoma pytna är en fjärilsart som beskrevs av Druce 1906. Cosmosoma pytna ingår i släktet Cosmosoma och familjen björnspinnare. Inga underarter finns listade i Catalogue of Life.